# Törköly Levente
Törköly Levente (Zenta, 1965. március 29. –) magyar színész, szinkronszínész.

## Életrajz
Zentán, Jugoszláviában született. Az Újvidéki Művészeti Akadémia színész szakán végzett Virág Mihály osztályában 1986-ban. Még abban az évben a Szabadkai Népszínházhoz szerződött, és 1990-ig volt a társulat tagja. Később játszott az Újvidéki Színházban, a Kaposvári Csiky Gergely Színházban, és a Debreceni Csokonai Színházban. Évek óta a Budapesti Kamaraszínház tagja. 1993 óta rendszeresen játszik filmekben, reklámokban. Színházi és filmes szerepei mellett rendszeresen szinkronizál is.

## Szerepeiből

### Színház
- A halál és a lányka (bemutató: 2005. február 26. Budapesti Kamaraszínház - Ericsson Stúdió) színész
- Árpádház (bemutató: 2007. december 16. Budapesti Kamaraszínház - Shure Stúdió) színész ( - 2011.)
- Az Isten lába (bemutató: 2009. október 10. Budapesti Kamaraszínház - Shure Stúdió) színész
- Blikk (bemutató: 2007. október 21. Budapesti Kamaraszínház - Shure Stúdió) színész
- Bulvár (bemutató: 2007. május 18. Újpest Színház) színész
- Bűn és bűnhődés a rácsok mögött (bemutató: 2001. június 1. Budapesti Kamaraszínház - Ericsson Stúdió) színész
- Egy szerelem három éjszakája (bemutató: Budapesti Kamaraszínház - Tivoli) színész
- Galócza (bemutató: 2008. március 5. Budapesti Kamaraszínház - Ericsson Stúdió) színész
- Hamlet, dán királyfi (bemutató: 2006. január 21. Budapesti Kamaraszínház - Tivoli) színész
- Haszonvágy (bemutató: 2003. február 15. Budapesti Kamaraszínház - Shure Stúdió) színész
- II. Richard (bemutató: 2008. október 17. Budapesti Kamaraszínház - Shure Stúdió) színész
- Jákobi és Lájdentál (bemutató: 2010. április 9. Budapesti Kamaraszínház - Ericsson Stúdió) színész
- Jeruzsálem pusztulása (bemutató: 2010. február 27. Budapesti Kamaraszínház - Shure Stúdió) színész
- Kószál a nagy kaszás (bemutató: 2002. december 21. Budapesti Kamaraszínház - Tivoli) színész
- Liliom (bemutató: 2009. május 16. Budapesti Kamaraszínház - Tivoli) színész
- Liselotte és a május (bemutató: Játékszín) színész ( - 2012.)
- Macbeth (bemutató: 2001. november 3. Budapesti Kamaraszínház - Tivoli) színész
- Országúton (bemutató: 2011. április 15. Budapesti Kamaraszínház - Shure Stúdió) színész
- Piszkos fotók (bemutató: 2010. november 28. Budapesti Kamaraszínház - Shure Stúdió) színész
- Push Up 1-3. (bemutató: 2003. november 29. Budapesti Kamaraszínház - Shure Stúdió) színész
- Részeg józanok (bemutató: 2004. március 6. Budapesti Kamaraszínház - Shure Stúdió) színész
- Romeo és Júlia (bemutató: 2002. április 19. Jászai Mari Színház, Népház) színész
- Senkiföldje (bemutató: 2006. október 7. Budapesti Kamaraszínház - Ericsson Stúdió) színész
- Svejk (bemutató: 2009. december 19. Budapesti Kamaraszínház - Tivoli) színész
- Szegény Lázár (bemutató: 2002. október 18. Budapesti Kamaraszínház - Tivoli) színész
- Titanic vízirevű (bemutató: Nemzeti Színház) színész
- Tükörjáték (bemutató: 2004. október 2. Budapesti Kamaraszínház - Ericsson Stúdió) színész
- Woyzeck (bemutató: 2004. május 8. Budapesti Kamaraszínház - Ericsson Stúdió) színész

### Film
- Pokoli rokonok (színes, magyar sorozat, 2025) színész
- …a szomszéd tehene (színes, magyar sorozat, 2024) színész
- The Munsters (színes, magyarul beszélő, amerikai horror-paródia, 2022)
- Mintaapák (színes, magyar sorozat, 2020–2021) színész
- A Viszkis (színes, magyar akciófilm, 2017) színész
- A martfűi rém (színes, magyar thriller, 2016) színész
- Anyám és más futóbolondok a családból (színes, magyar dráma, 2015) színész
- A kém (színes, magyarul beszélő amerikai-magyar akció-vígjáték, 2015) színész
- A maflás (színes, magyarul beszélő, amerikai akció-vígjék, 2012) szinkronhang
- Tükröm, tükröm (színes, magyarul beszélő, amerikai fantasy, 2012) szinkronhang
- Hacktion (színes, magyar akciófilm-sorozat, 2012) színész
- A párizsi mumus (színes, magyarul beszélő, francia animációs film, 2011) szinkronhang
- Karácsony Artúr (színes, magyarul beszélő, angol-amerikai animációs film, 2011) szinkronhang
- Cathrine Magánélete (magyar kisjátékfilm, 2009) színész
- Presszó 10 év (színes, magyar játékfilm, 2009) színész
- A Cég - A CIA regénye (színes, magyarul beszélő, amerikai-magyar minisorozat, 2007) (TV-film) színész
- Zuhanórepülés (színes, magyar akciófilm, 2007) színész
- Vörös vihar (színes, magyarul beszélő, angol-német-magyar háborús filmdráma, 2006) színész
- Csapatleépítés (színes, magyarul beszélő, angol-német-magyar horror-vígjáték, 2006) színész
- Kontroll (színes, magyar thriller, 2003) színész
- Csocsó, avagy éljen május elseje! (színes, magyar vígjáték, 2001) színész
- Polányi passió (1998) (TV-film) színész
- Szamba (színes, magyar filmszatíra, 1995) színész
- Sose halunk meg (színes, magyar vígjáték, 1993) színész
- Bűn és bűnhődés a rácsok mögött (magyar tévéjáték) (TV-film) színész
- Görgey Gábor: Tükörjáték (TV-film) színész

### Videojáték
- League of legends - Aatrox (szinkron)
- League of legends - Tahm Kench (szinkron)
- League of legends - Twisted fate (szinkron)
- League of legends - Pokoli Nasus (szinkron)